# COMAC (Résistance)
Pour les articles homonymes, voir COMAC.
COMAC est l'appellation usuelle du Comité d'action militaire, organe créé par le Comité central des mouvements de Résistance, en février 1944, pour diriger les Forces françaises de l'intérieur (FFI), qui intégraient en principe toutes les unités armées des différents mouvements de la Résistance intérieure française. En fait, cet organe s'est d'abord appelé le COMIDAC.

## Histoire
En février 1944, le COMIDAC est composé de Maurice Chevance-Bertin, représentant les mouvements de zone sud, de Jean de Vogüé, représentant les mouvements de zone nord et de Pierre Villon, représentant le Front national communiste. Marcel Degliame, représentant du CNR, le général Pierre Dejussieu, chef de l'état-major national des FFI et Louis-Eugène Mangin, délégué militaire national représentant le Comité français de libération nationale (CFLN) d'Alger assistent également aux séances. 
Le Front National essaie d'abord de s'opposer à la représentation de l'Organisation de résistance de l'Armée (ORA), suspectée d'attentisme avant d'accepter l'entrée du général Georges Revers à titre de conseiller technique.
Par son ordonnance du 10 mars 1944, De Gaulle tente de limiter les pouvoirs du COMIDAC, mais cette ordonnance n'est pas réellement appliquée par ses représentants en France qui ont pris le parti de composer avec les mouvements de résistance intérieure. 
Le 13 mai 1944, le Conseil national de la Résistance (CNR) décide que le COMIDAC relève de son autorité et prend le nom de COMAC. Il est composé des « 3V »: Pierre Villon, représentant du CNR et du Front National, Valrimont Maurice Kriegel (zone sud) et Vaillant (Jean de Vogüé), zone nord. Le représentant des Forces françaises de l'intérieur (FFI) est alors Alfred Malleret, et le représentant du CFLN, Jacques Chaban-Delmas, délégué militaire national. D'autres personnalités, comme le général Revers assistent parfois aux séances. 
La place exacte du COMAC, au sein duquel les communistes (Villon, Valrimont, Malleret) sont en force, n'est pas très claire, et d'autres organes revendiquent également la direction des unités armées de la Résistance : l'état-major des FFI (EMFFI), dirigé par le général Koenig, et un autre Comidac, créé à Alger.
Selon l'historien François Marcot, le COMAC n'a jamais été réellement un organisme de « direction et de commandement » sur l'ensemble de la France, où le pouvoir réel appartenait aux chefs résistants régionaux ou locaux, mais lors de la libération de Paris, le COMAC, qui siégeait dans la capitale, a pu jouer un rôle important.